# ما جينغيو
ما جينغيو (بالصينية: 马兴煜) (4 نوفمبر 1989 بتشينغداو في الصين - ) هو لاعب كرة قدم صيني في مركز الوسط. لعب مع شاندونغ لونينغ ونادي تشينغداو.

## وصلات خارجية
- ما جينغيو على موقع قاعدة بيانات كرة القدم.إي يو (الإنجليزية)
- ما جينغيو على موقع Soccerway.com (الإنجليزية)
- ما جينغيو على موقع اللجنة الأولمبية الصينية (الإنجليزية)